# Ixcateopan de Cuauhtémoc
Ixcateopan de Cuauhtémoc är en ort i Mexiko.   Den ligger i kommunen Ixcateopan de Cuauhtémoc och delstaten Guerrero, i den södra delen av landet, 120 km sydväst om huvudstaden Mexico City. Ixcateopan de Cuauhtémoc ligger 1 827 meter över havet och antalet invånare är 2 502.
Terrängen runt Ixcateopan de Cuauhtémoc är lite bergig. Runt Ixcateopan de Cuauhtémoc är det ganska glesbefolkat, med 35 invånare per kvadratkilometer. Närmaste större samhälle är Teloloapan, 16,9 km sydväst om Ixcateopan de Cuauhtémoc. I omgivningarna runt Ixcateopan de Cuauhtémoc växer huvudsakligen savannskog.